# 66843 Pulido
66843 Pulido este un asteroid din centura principală de asteroizi.

## Descriere
66843 Pulido este un asteroid din centura principală de asteroizi. A fost descoperit pe 1 noiembrie 1999 la Oaxaca de James M. Roe. Asteroidul prezintă o orbită caracterizată de o semiaxă mare de 2,69 ua, o excentricitate de 0,23 și o înclinație de 3,6° în raport cu ecliptica.